# Klaus-Peter Riemer
Klaus-Peter Riemer (* 1944 in Halle (Saale)) ist ein deutscher Flötist und ehemaliger Dozent an der Staatlichen Hochschule für Musik Rheinland.

## Leben und Wirken
Riemer stammt aus einer musikalischen Familie. Geboren in Halle wuchs er in Düsseldorf-Gerresheim auf und absolvierte sein Studium bei Richard Vogel und Hans-Jürgen Möhring am Düsseldorfer Robert-Schumann-Konservatorium. Orchestererfahrungen sammelte er bei den Düsseldorfer Symphonikern, dem Kölner Gürzenich-Orchester und dem Bachvereinorchester Bonn. Dabei spielte er unter der Leitung von Dirigenten wie Jean Martinon, Eugen Szenkar, Horst Stein, Marek Janowski und Günther Wich.
Als Solist konzertierte er europaweit, unter anderem im Verdi-Saal der Mailänder Scala, im Schubert-Saal des Wiener Konzerthauses oder im Bach-Museum Leipzig. Zudem gastiert er regelmäßig bei internationalen Festivals und renommierten Konzertreihen. Rundfunkaufnahmen spielte er beim Bayerischen Rundfunk München, beim MDR Leipzig sowie Deutschlandfunk/Deutschlandradio Köln, WDR Köln, Radio Hilversum, ORF-Studio Wien, BBC London und dem Sender Freies Berlin ein. 
Riemers Repertoire umfasst sowohl Werke von unter anderem Johann Sebastian Bach, Wolfgang Amadeus Mozart und Franz Schubert als auch Werke des 20. und 21. Jahrhunderts.
Einige Kompositionen wurden für Riemer geschrieben. So wurde zum Beispiel „Incontri“ für Flöte und Harfe (Neufassung 2000) von Jürg Baur 2001 in Anwesenheit des Komponisten von Riemer und dem Harfenisten Xavier de Maistre im Düsseldorfer Goethe-Museum uraufgeführt. Die Werke „Solo für Flöte“ von Ulrich Leyendecker und „Flöte Umide“ von Yojiro Minami wurden ebenfalls Riemer gewidmet.

## Diskografie
- Bezaubernde Konzertflöte (SST 31117 im klassischen Bielefelder Schallplattenkatalog)
- Wolfgang Amadeus Mozart Sonaten und Serenaden für Flöte und Hammerflügel (SST 30189 im klassischen Bielefelder Schallplattenkatalog)
- „Engelsgeschichten“ mit Flöte und Harfe (ISBN 978-3-934492-42-4), produziert vom MDR Figaro
- Querflöte & Orgel. Mit Torsten Laux, Orgel (Livekonzert-CD im Rahmen des „ido“2. Internationales Orgelfestival Düsseldorf)
- C.M.v. Weber/J.B. Vanhal: Sonaten und Sonatinen für Flöte und Hammerflügel (SST 31118 im klassischen Bielefelder Schallplattenkatalog)